# Kirivere
Kirivere – wieś w Estonii, w prowincji Viljandi, w gminie Kõo.